# Dysauxes bipuncta
Dysauxes bipuncta är en fjärilsart som beskrevs av Otto Staudinger 1921. Dysauxes bipuncta ingår i släktet Dysauxes och familjen björnspinnare. Inga underarter finns listade i Catalogue of Life.